# Cremastus orbitalis
Cremastus orbitalis là một loài tò vò trong họ Ichneumonidae.